# Изпълнителна агенция за насърчаване на малките и средните предприятия
Изпълнителната агенция за насърчаване на малките и средните предприятия (ИАНМСП) е институцията, отговорна за прилагането на формираните от Министерството на икономиката на Република България политики и стратегии за развитието на малките и средните предприятия. Създадена е през 2004 г.

## Дейност
Дейността на Изпълнителната агенция за насърчаване на малките и средните предприятия е насочена към постигането на траен икономически растеж, в това число и чрез ефективно усвояване на средствата от европейските фондове и подобряване на бизнес климата. Целта ѝ е създаване на по-високи нива на добавена стойност, респективно реален растеж на брутния вътрешен продукт в условията на нарастваща конкуренция, успешно интегриране на бизнеса в Единния европейски пазар.
Мисията и целите на ИАНМСП са фокусирани върху повишаване на конкурентоспособността на българските предприятия и насърчаване на тяхното развитие, стимулиране на предприемаческия дух и подкрепа на технологични и иновативни производства, развитие на публично-частното партньорство.

### Ръководство
| № по ред | Име, презиме, фамилия           | длъжност                    | от:                  | до:                  |
| 1.       | Станимир Ценов Бързашки         | Изпълнителен директор       | 24 септември 2004 г. | 23 ноември 2009 г.   |
| 2.       | Мариана Генова Велкова          | Изпълнителен директор       | 23 ноември 2009 г.   | 11 март 2013 г.      |
| 3.       | Никола Руменов Стоянов          | Изпълнителен директор       | 11 март 2013 г.      | 8 юли 2013 г.        |
| 4.       | Богдана Михайлова Ваташка-Анави | И. д. изпълнителен директор | 8 юли 2013 г.        | 16 септември 2013 г. |
| 5.       | Евгени Спасов Иванов            | Изпълнителен директор       | 16 септември 2013 г. | 16 февруари 2015 г.  |
| 6.       | Мариета Николаева Захариева     | Изпълнителен директор       | 16 февруари 2015 г.  | 20 февруари 2018 г.  |
| 7.       | Габриела Николаева Козарева     | Изпълнителен директор       | 20 февруари 2018 г.  | 20 август 2018 г.    |
| 8.       | Александър Духомиров Минев      | И. д. изпълнителен директор | 20 август 2018 г     | 12 ноември 2018 г.   |
| 9.       | Бойко Генадиев Таков            | Изпълнителен директор       | 12 ноември 2018 г.   |                      |